# Calospila maeonoides
Espèce
Calospila maeonoides est une espèce d'insectes lépidoptères de la famille des Riodinidae et du genre Calospila.

## Dénomination
Calospila maeonoides a été décrit par Frederick DuCane Godman en 1903 sous le nom de Lemonias maeonoides.

## Description
Calospila maeonoides est un papillon au dessus orange marqué d'une ligne submarginale de points marron et d'autres petites marques marron. Le revers est beige clair avec une ligne submarginale d'ocelles et des petites marques marron.

## Écologie et distribution
Calospila maeonoides n'est présent qu'au Guyana.

### Biotope
Il réside dans la forêt tropicale.

### Protection
Pas de statut de protection particulier.